# Джміль яскравий
Джміль яскравий (Bombus pomorum) — вид комах роду джмелів родини Бджолиних (Apidae) ряду Перетинчастокрилих (Hymenoptera).

## Біноміальна назва
У виданні Червоної книги України 1994 року припустилися помилки і біноміальна назва була подана як Bombus ponorum, що призвело до появи цієї назви в інших українських джерелах.

## Таксономічна характеристика
Один з понад 250 видів роду; один з 40 видів роду у фауні України.

## Природоохоронний статус
В Червоній книзі України має природохоронний статус «Вразливий»

## Особливості біології та наукове значення
Антофіл, живиться нектаром та пилком рослин, важливий запилювач багатьох рослин. Соціальний вид. Самки запліднюються самцями восени, після чого зимують, а навесні кожна молода матка самостійно будує гніздо. Особливості гніздування цього виду спеціально не вивчалися. За сезон розвивається одне покоління, яке складається із декількох виводків робочих особин, після чого вирощується репродуктивне потомство. Літає з квітня до жовтня.

## Поширення
В Україні зареєстровано в Київській, Львівській, Полтавській, Тернопільській та Чернівецькій областях. Ареал виду охоплює Європу (крім крайнього Півдня та північної частини) i Середню Азію.

## Місця перебування
Луки, гірські та вапнякові схили, узбіччя доріг.

## Чисельність
Зустрічається дуже рідко. В більшості указаних точок в Україні зареєстровані лише поодинокі знахідки.

## Причини зміни чисельності
Зменшення місць, придатних для гніздування.

## Особливості біології
Подібні до особливостей біології джмеля мохового. Гнізда джміль яскравий будує досить глибоко в ущільненому ґрунті, в норах гризунів. Один з найкращих запилювачів квіткових рослин.

## Морфологічні ознаки
Довжина тіла маток 18-20, самців — 16-18 мм. Верхні краї бічних вічок перебувають на рівні або вище верхнього краю складних очей. Чоло нижче основи вусиків у чорних волосках. Довжина щік в 1,3 раза більша за ширину основи мандибул.

## Охорона
Охороняється в заповідниках степової та лісостепової зон України. Необхідно створити заказники і нові заповідники в інших місцях мешкання виду.

## Господарське та комерційне значення
Запилювач багатьох рослин, в тому числі таких, що культивуються в степовій зоні України.

## Розмноження у неволі
Не проводилось.

## Заходи охорони
Не здійснювалися. В місцях виявлення особин виду слід створити заказники.